# Etnici italiani
La seguente è una lista di etnici cioè nomi di abitanti relativi alle città italiane. Include i capoluoghi di regione e di provincia, nonché etnici irregolari o comunque non immediati.
| Regione               | Prov. | Città/paese              | Etnico                                                         | Osservazioni                                                                                                 |
| --------------------- | ----- | ------------------------ | -------------------------------------------------------------- | --- |
| Abruzzo               | CH    | Chieti                   | chietini                                                       | letterario teatini                                                                                           |
| Abruzzo               | AQ    | L'Aquila                 | aquilani                                                       | |
| Abruzzo               | AQ    | Carsoli                  | carsolani                                                      | |
| Abruzzo               | AQ    | Oricola                  | oricolani                                                      | |
| Abruzzo               | AQ    | Pereto                   | peretani                                                       | |
| Abruzzo               | AQ    | Avezzano                 | avezzanesi                                                     | |
| Abruzzo               | AQ    | Sulmona                  | sulmonesi                                                      | anche sulmontini                                                                                             |
| Abruzzo               | PE    | Pescara                  | pescaresi                                                      | |
| Abruzzo               | PE    | Città Sant'Angelo        | angolani                                                       | |
| Abruzzo               | TE    | Teramo                   | teramani                                                       | |
| Abruzzo               | TE    | Giulianova               | giuliesi                                                       | |
| Basilicata            | MT    | Matera                   | materani                                                       | |
| Basilicata            | PZ    | Potenza                  | potentini                                                      | |
| Basilicata            | PZ    | Lauria                   | laurioti                                                       | |
| Basilicata            | PZ    | Rionero in Vulture       | rioneresi                                                      | |
| Calabria              | CZ    | Lamezia Terme            | lametini                                                       | |
| Calabria              | VV    | Vibo Valentia            | vibonesi                                                       | |
| Calabria              | CZ    | Catanzaro                | catanzaresi                                                    | |
| Calabria              | CS    | Cosenza                  | cosentini                                                      | |
| Calabria              | RC    | Reggio Calabria          | reggini                                                        | |
| Calabria              | KR    | Crotone                  | crotonesi                                                      | anche pitagorici                                                                                             |
| Campania              | AV    | Avellino                 | avellinesi                                                     | |
| Campania              | AV    | Ariano Irpino            | arianesi                                                       | |
| Campania              | AV    | Calitri                  | calitrani                                                      | |
| Campania              | AV    | Grottaminarda            | grottesi                                                       | |
| Campania              | BN    | Benevento                | beneventani                                                    | |
| Campania              | BN    | Amorosi                  | amorosini                                                      | |
| Campania              | BN    | Apice                    | apicesi                                                        | anche apiciotti                                                                                              |
| Campania              | BN    | Arpaia                   | arpaioli                                                       | |
| Campania              | BN    | Buonalbergo              | buonalberghesi                                                 | |
| Campania              | BN    | Castelvenere             | castelveneresi                                                 | |
| Campania              | BN    | Frasso Telesino          | frascetani                                                     | |
| Campania              | BN    | Ginestra degli Schiavoni | ginestresi                                                     | |
| Campania              | BN    | Guardia Sanframondi      | guardiesi                                                      | popolarmente viene usato anche guardioli, che in realtà si riferisce a un vitigno locale                     |
| Campania              | BN    | Pesco Sannita            | pescolani                                                      | |
| Campania              | BN    | Solopaca                 | solopachesi                                                    | |
| Campania              | BN    | Telese Terme             | telesini                                                       | |
| Campania              | BN    | Tocco Caudio             | tocchesi                                                       | |
| Campania              | CE    | Caserta                  | casertani                                                      | |
| Campania              | CE    | Baia e Latina            | baiardi                                                        | anche latinesi                                                                                               |
| Campania              | CE    | Capua                    | capuani                                                        | in antichità capuatini                                                                                       |
| Campania              | CE    | Fontegreca               | fontegragani                                                   | |
| Campania              | CE    | Liberi                   | liberini                                                       | |
| Campania              | CE    | Santa Maria Capua Vetere | sammaritani                                                    | anche veteresi                                                                                               |
| Campania              | CE    | Trentola Ducenta         | trentolesi                                                     | anche ducentesi                                                                                              |
| Campania              | CE    | Valle Agricola           | valligiani                                                     | |
| Campania              | CE    | Villa Literno            | liternesi                                                      | anche vicaioli                                                                                               |
| Campania              | CE    | Vitulazio                | vitulatini                                                     | |
| Campania              | NA    | Napoli                   | napoletani                                                     | antiquato napolitani; letterario partenopei da Partenope, nome antico di Napoli                              |
| Campania              | NA    | Capri                    | capresi                                                        | anche caprensi                                                                                               |
| Campania              | NA    | Casoria                  | casoriani                                                      | |
| Campania              | NA    | Castellammare di Stabia  | stabiani                                                       | |
| Campania              | NA    | Frattamaggiore           | frattesi                                                       | |
| Campania              | NA    | Ischia                   | ischitani                                                      | |
| Campania              | NA    | Pompei                   | pompeani                                                       | anche pompeiti                                                                                               |
| Campania              | NA    | Pozzuoli                 | puteolani                                                      | anche pozzolani                                                                                              |
| Campania              | NA    | Sorrento                 | sorrentini                                                     | |
| Campania              | SA    | Salerno                  | salernitani                                                    | |
| Campania              | SA    | Agropoli                 | agropolitani                                                   | anche agropolesi                                                                                             |
| Campania              | SA    | Angri                    | angrisani                                                      | anche angresi                                                                                                |
| Campania              | SA    | Baronissi                | baroniensi                                                     | |
| Campania              | SA    | Eboli                    | ebolitani                                                      | |
| Emilia-Romagna        | BO    | Bologna                  | bolognesi                                                      | letterario felsinei; anche petroniani (da san Petronio, patrono cittadino)                                   |
| Emilia-Romagna        | BO    | Castel del Rio           | alidosiani (dalla famiglia Alidosi, signori di Castel del Rio) | |
| Emilia-Romagna        | FE    | Ferrara                  | ferraresi                                                      | letterario estensi (dalla famiglia d'Este, che governò sulla città per quasi duecento anni)                  |
| Emilia-Romagna        | FC    | Forlì                    | forlivesi                                                      | letterario liviensi                                                                                          |
| Emilia-Romagna        | FC    | Forlimpopoli             | forlimpopolesi                                                 | anche artusiani (essendo la città natale di Pellegrino Artusi)                                               |
| Emilia-Romagna        | FC    | Cesena                   | cesenati                                                       | |
| Emilia-Romagna        | MO    | Modena                   | modenesi                                                       | anche geminiani (dal nome del santo patrono san Geminiano)                                                   |
| Emilia-Romagna        | MO    | Carpi                    | carpigiani                                                     | |
| Emilia-Romagna        | MO    | San Prospero             | sanprosperesi                                                  | |
| Emilia-Romagna        | PR    | Parma                    | parmigiani                                                     | anche ducali e soprattutto per la provincia parmensi                                                         |
| Emilia-Romagna        | PC    | Piacenza                 | piacentini                                                     | |
| Emilia-Romagna        | RA    | Ravenna                  | ravennati                                                      | anche ravegnani (antiquato)                                                                                  |
| Emilia-Romagna        | RA    | Faenza                   | faentini                                                       | |
| Emilia-Romagna        | RE    | Reggio Emilia            | reggiani                                                       | |
| Emilia-Romagna        | RN    | Rimini                   | riminesi                                                       | |
| Emilia-Romagna        | RN    | Cattolica                | cattolichini                                                   | anche catulghini                                                                                             |
| Friuli-Venezia Giulia | GO    | Gorizia                  | goriziani                                                      | |
| Friuli-Venezia Giulia | PN    | Pordenone                | pordenonesi                                                    | |
| Friuli-Venezia Giulia | TS    | Trieste                  | triestini                                                      | anche giuliani                                                                                               |
| Friuli-Venezia Giulia | GO    | Monfalcone               | monfalconesi                                                   | anche bisiachi (da Bisiacaria)                                                                               |
| Friuli-Venezia Giulia | TS    | Muggia                   | muggesani                                                      | |
| Friuli-Venezia Giulia | UD    | Udine                    | udinesi                                                        | |
| Lazio                 | FR    | Frosinone                | frusinati                                                      | |
| Lazio                 | FR    | Alatri                   | alatrini                                                       | anche alatresi o alatrensi                                                                                   |
| Lazio                 | LT    | Latina                   | latinensi                                                      | anche pontini                                                                                                |
| Lazio                 | LT    | Gaeta                    | gaetani                                                        | |
| Lazio                 | LT    | Itri                     | itriani                                                        | |
| Lazio                 | RI    | Rieti                    | reatini                                                        | |
| Lazio                 | RM    | Roma                     | romani                                                         | anche capitolini                                                                                             |
| Lazio                 | RM    | Anzio                    | anziati                                                        | anche portodanzesi                                                                                           |
| Lazio                 | LT    | Aprilia                  | apriliani                                                      | |
| Lazio                 | RM    | Frascati                 | frascatani                                                     | |
| Lazio                 | RM    | Guidonia Montecelio      | guidoniani                                                     | |
| Lazio                 | RM    | Nemi                     | nemorensi                                                      | |
| Lazio                 | RM    | Nettuno                  | nettunesi                                                      | anche nettunensi                                                                                             |
| Lazio                 | RM    | Pomezia                  | pometini                                                       | |
| Lazio                 | RM    | Tivoli                   | tiburtini                                                      | anche tivolesi, antiquato travertini                                                                         |
| Lazio                 | RM    | Velletri                 | veliterini                                                     | anche velletrani                                                                                             |
| Lazio                 | VT    | Viterbo                  | viterbesi                                                      | |
| Liguria               | GE    | Genova                   | genovesi                                                       | |
| Liguria               | IM    | Imperia                  | imperiesi                                                      | |
| Liguria               | IM    | Bordighera               | bordigotti                                                     | |
| Liguria               | SP    | La Spezia                | spezzini                                                       | |
| Liguria               | SV    | Savona                   | savonesi                                                       | |
| Liguria               | SV    | Albenga                  | albenganesi                                                    | anche ingauni                                                                                                |
| Lombardia             | BG    | Bergamo                  | bergamaschi                                                    | anche orobici (dalle Alpi Orobie)                                                                            |
| Lombardia             | BS    | Brescia                  | bresciani                                                      | anche cidnei (dal re ligure Cidno, fondatore della città)                                                    |
| Lombardia             | BS    | Salò                     | salodiesi                                                      | anche salodiani                                                                                              |
| Lombardia             | CO    | Como                     | comaschi                                                       | letterario comacini o lariani (da Lario, altro nome del lago di Como); letterario, per la provincia, comensi |
| Lombardia             | CR    | Cremona                  | cremonesi                                                      | |
| Lombardia             | CR    | Crema                    | cremaschi                                                      | |
| Lombardia             | MN    | Mantova                  | mantovani                                                      | letterario mantuani; anche virgiliani                                                                        |
| Lombardia             | MI    | Milano                   | milanesi                                                       | anche meneghini e ambrosiani (da Sant'Ambrogio, patrono cittadino)                                           |
| Lombardia             | MI    | Abbiategrasso            | abbiatesi                                                      | |
| Lombardia             | MI    | Rho                      | rhodensi                                                       | |
| Lombardia             | MB    | Monza (Monza-Brianza)    | monzesi                                                        | anche monzaschi e brianzoli (soprattutto per la provincia)                                                   |
| Lombardia             | PV    | Pavia                    | pavesi                                                         | |
| Lombardia             | SO    | Sondrio                  | sondriesi                                                      | per la provincia sondriaschi; anche retici (per le Alpi Retiche)                                             |
| Lombardia             | SO    | Chiavenna                | chiavennaschi                                                  | |
| Lombardia             | VA    | Varese                   | varesini                                                       | anche bosini, antiquato ambrogini; per i dintorni varesotti                                                  |
| Lombardia             | VA    | Busto Arsizio            | bustocchi                                                      | anche bustesi                                                                                                |
| Lombardia             | LC    | Lecco                    | lecchesi                                                       | anche manzoniani                                                                                             |
| Lombardia             | LO    | Lodi                     | lodigiani                                                      | anche laudensi                                                                                               |
| Marche                | AN    | Ancona                   | anconetani                                                     | anche anconitani anche dorici                                                                                |
| Marche                | AN    | Loreto                   | loretani                                                       | anche lauretani                                                                                              |
| Marche                | AP    | Ascoli Piceno            | ascolani                                                       | |
| Marche                | FM    | Fermo                    | fermani                                                        | |
| Marche                | MC    | Macerata                 | maceratesi                                                     | |
| Marche                | MC    | Camerino                 | camerti                                                        | anche camertini                                                                                              |
| Marche                | PS    | Pesaro                   | pesaresi                                                       | |
| Marche                | PS    | Urbino                   | urbinati                                                       | anche montefeltrini                                                                                          |
| Molise                | CB    | Campobasso               | campobassani                                                   | |
| Molise                | CB    | Riccia                   | riccesi                                                        | |
| Molise                | CB    | Termoli                  | termolesi                                                      | frentani |
| Molise                | IS    | Isernia                  | isernini                                                       | anche pentri                                                                                                 |
| Molise                | IS    | Forlì del Sannio         | forlivesi                                                      | |
| Molise                | IS    | Venafro                  | venafrani                                                      | |
| Piemonte              | AL    | Alessandria              | alessandrini                                                   | |
| Piemonte              | AT    | Asti                     | astigiani                                                      | anche astesi                                                                                                 |
| Piemonte              | AT    | Nizza Monferrato         | nicesi                                                         | da non confondere con nizzardi, gli abitanti di Nizza in Francia                                             |
| Piemonte              | CN    | Cuneo                    | cuneesi                                                        | anche cuneensi                                                                                               |
| Piemonte              | CN    | Bra                      | braidesi                                                       | |
| Piemonte              | CN    | Mondovì                  | monregalesi                                                    | anche mondovesi                                                                                              |
| Piemonte              | NO    | Novara                   | novaresi                                                       | |
| Piemonte              | TO    | Torino                   | torinesi                                                       | anche sabaudi                                                                                                |
| Piemonte              | TO    | Cirié                    | ciriacesi                                                      | |
| Piemonte              | TO    | Cuorgnè                  | cuorgnetesi                                                    | |
| Piemonte              | TO    | Ivrea                    | eporediesi                                                     | anche eporediensi                                                                                            |
| Piemonte              | TO    | Susa                     | segusini                                                       | |
| Piemonte              | TO    | Venaria Reale            | venariesi                                                      | |
| Piemonte              | TO    | Viù                      | viucesi                                                        | |
| Piemonte              | VC    | Vercelli                 | vercellesi                                                     | |
| Piemonte              | VC    | Santhià                  | santagatini                                                    | |
| Piemonte              | BI    | Biella                   | biellesi                                                       | |
| Piemonte              | VB    | Verbania                 | verbanesi                                                      | |
| Piemonte              | VB    | Domodossola              | domesi                                                         | anche domensi                                                                                                |
| Puglia                | BA    | Bari                     | baresi                                                         | per alimenti anche baresani                                                                                  |
| Puglia                | BR    | Brindisi                 | brindisini                                                     | |
| Puglia                | BT    | Andria                   | andriesi                                                       | errato andrisani, andriani                                                                                   |
| Puglia                | BT    | Barletta                 | barlettani                                                     | |
| Puglia                | BT    | Trani                    | tranesi                                                        | |
| Puglia                | FG    | Foggia                   | foggiani                                                       | |
| Puglia                | FG    | Vieste                   | viestani                                                       | |
| Puglia                | LE    | Lecce                    | leccesi                                                        | |
| Puglia                | TA    | Taranto                  | tarantini                                                      | letterario tarentini                                                                                         |
| Sardegna              | CA    | Cagliari                 | cagliaritani                                                   | |
| Sardegna              | CI    | Carbonia                 | carboniensi                                                    | |
| Sardegna              | CI    | Iglesias                 | iglesienti                                                     | |
| Sardegna              | VS    | Sanluri                  | sanluresi                                                      | |
| Sardegna              | VS    | Villacidro               | villacidresi                                                   | |
| Sardegna              | NU    | Nuoro                    | nuoresi                                                        | anche barbaricini (dalla Barbagia)                                                                           |
| Sardegna              | OG    | Lanusei                  | lanuseini                                                      | |
| Sardegna              | OG    | Tortolì                  | tortoliesi                                                     | |
| Sardegna              | OT    | Olbia                    | olbiesi                                                        | anche olbiensi                                                                                               |
| Sardegna              | OT    | Tempio Pausania          | tempiesi                                                       | |
| Sardegna              | OR    | Oristano                 | oristanesi                                                     | anche arborensi                                                                                              |
| Sardegna              | SS    | Sassari                  | sassaresi                                                      | anche turritani                                                                                              |
| Sicilia               | AG    | Agrigento                | agrigentini                                                    | anche girgentini dal precedente nome della città, Girgenti                                                   |
| Sicilia               | AG    | Realmonte                | realmontesi                                                    | anche muntirrialisi dal precedente nome della città, Muntirriali                                             |
| Sicilia               | AG    | Sciacca                  | saccensi                                                       | anche sciacchitani                                                                                           |
| Sicilia               | CL    | Caltanissetta            | nisseni                                                        | |
| Sicilia               | CT    | Catania                  | catanesi                                                       | anche etnei (dal vulcano Etna)                                                                               |
| Sicilia               | CT    | Caltagirone              | calatini                                                       | anche caltagironesi                                                                                          |
| Sicilia               | EN    | Enna                     | ennesi                                                         | anche castrogiovannesi (dal vecchio nome della città, Castrogiovanni)                                        |
| Sicilia               | EN    | Piazza Armerina          | piazzesi                                                       | |
| Sicilia               | ME    | Messina                  | messinesi                                                      | anche mamertini (specialmente per il vino della zona di Messina); anche peloritani                           |
| Sicilia               | PA    | Palermo                  | palermitani                                                    | letterario panormiti                                                                                         |
| Sicilia               | PA    | Termini Imerese          | termitani                                                      | |
| Sicilia               | RG    | Ragusa                   | ragusani                                                       | anche iblei; da non confondere con ragusei, gli abitanti di Ragusa in Croazia                                |
| Sicilia               | RG    | Vittoria                 | vittoriesi                                                     | |
| Sicilia               | SR    | Siracusa                 | siracusani                                                     | anche aretusei e ortigiani                                                                                   |
| Sicilia               | TP    | Trapani                  | trapanesi                                                      | |
| Sicilia               | TP    | Pantelleria              | panteschi                                                      | anche pantesi                                                                                                |
| Toscana               | AR    | Arezzo                   | aretini                                                        | anche chianini                                                                                               |
| Toscana               | FI    | Firenze                  | fiorentini                                                     | anche medicei (dai Medici) e gigliani                                                                        |
| Toscana               | GR    | Grosseto                 | grossetani                                                     | |
| Toscana               | LI    | Livorno                  | livornesi                                                      | anche labronici                                                                                              |
| Toscana               | LU    | Lucca                    | lucchesi                                                       | |
| Toscana               | LU    | Viareggio                | viareggini                                                     | |
| Toscana               | MS    | Massa                    | massesi                                                        | anche apuani                                                                                                 |
| Toscana               | MS    | Carrara                  | carraresi                                                      | anche carrarini                                                                                              |
| Toscana               | PI    | Pisa                     | pisani                                                         | |
| Toscana               | PT    | Pistoia                  | pistoiesi                                                      | |
| Toscana               | SI    | Siena                    | senesi                                                         | |
| Toscana               | SI    | Poggibonsi               | poggibonsesi                                                   | anche bonizesi                                                                                               |
| Toscana               | PO    | Prato                    | pratesi                                                        | volgare lanieri                                                                                              |
| Trentino-Alto Adige   | BZ    | Bolzano                  | bolzanini                                                      | |
| Trentino-Alto Adige   | BZ    | Bressanone               | brissinesi                                                     | |
| Trentino-Alto Adige   | BZ    | Laives                   | laivesotti                                                     | |
| Trentino-Alto Adige   | BZ    | Merano                   | meranesi                                                       | |
| Trentino-Alto Adige   | TN    | Trento                   | trentini                                                       | anche tridentini                                                                                             |
| Trentino-Alto Adige   | TN    | Rovereto                 | roveretani                                                     | |
| Umbria                | PG    | Perugia                  | perugini                                                       | |
| Umbria                | PG    | Foligno                  | folignati                                                      | |
| Umbria                | PG    | Assisi                   | assisiati                                                      | |
| Umbria                | PG    | Città di Castello        | tifernati                                                      | |
| Umbria                | PG    | Todi                     | tuderti                                                        | anche todini, tudertini                                                                                      |
| Umbria                | PG    | Gubbio                   | eugubini                                                       | da Eugubium nome medievale della città dal latino Iguvium da cui il lett. iguvini                            |
| Umbria                | TR    | Terni                    | ternani                                                        | |
| Valle d'Aosta         | AO    | Aosta                    | aostani                                                        | |
| Veneto                | BL    | Belluno                  | bellunesi                                                      | |
| Veneto                | BL    | Mel                      | zumellesi                                                      | |
| Veneto                | PD    | Padova                   | padovani                                                       | anche euganei; letterario patavini e pavani                                                                  |
| Veneto                | PD    | Abano Terme              | aponensi                                                       | anche apontini                                                                                               |
| Veneto                | PD    | Este                     | atestini                                                       | anche estensi                                                                                                |
| Veneto                | PD    | Piove di Sacco           | piovesani                                                      | |
| Veneto                | RO    | Rovigo                   | rodigini                                                       | popolare rovigotti; anche rovigiani; anche polesinesi                                                        |
| Veneto                | RO    | Adria                    | adresi                                                         | |
| Veneto                | TV    | Treviso                  | trevigiani                                                     | anche trevisani; antiquato trivigiani; letterario: tarvisini                                                 |
| Veneto                | TV    | Loria                    | loriati                                                        | |
| Veneto                | TV    | Oderzo                   | opitergini                                                     | |
| Veneto                | VE    | Venezia                  | veneziani                                                      | antiquato viniziani; anche lagunari, letterario serenissimi                                                  |
| Veneto                | VE    | Chioggia                 | chioggiotti                                                    | anche clodiani e clodiensi                                                                                   |
| Veneto                | VE    | Mestre                   | mestrini                                                       | |
| Veneto                | VE    | Spinea                   | spinetensi                                                     | |
| Veneto                | VR    | Verona                   | veronesi                                                       | letterario scaligeri (dalla famiglia della Scala, che governò sulla città per oltre cento anni)              |
| Veneto                | VR    | Chievo                   | clivensi                                                       | |
| Veneto                | VR    | Isola della Scala        | isoloni                                                        | |
| Veneto                | VR    | Bovolone                 | bovolonesi                                                     | |
| Veneto                | VR    | Oppeano                  | oppeanesi                                                      | |
| Veneto                | VR    | Sanguinetto              | sanguinettani o sanguinettensi                                 | |
| Veneto                | VI    | Vicenza                  | vicentini                                                      | anche berici (dai Colli Berici)                                                                              |
| Veneto                | VI    | Foza                     | fodati                                                         | |
| Veneto                | VI    | Lonigo                   | leoniceni                                                      | |
| Veneto                | VI    | Mussolente               | misquilesi                                                     | |
| Veneto                | VI    | Schio                    | scledensi                                                      | |
| Veneto                | VI    | Valdagno                 | valdagnesi                                                     | |